# Hermann Blocher

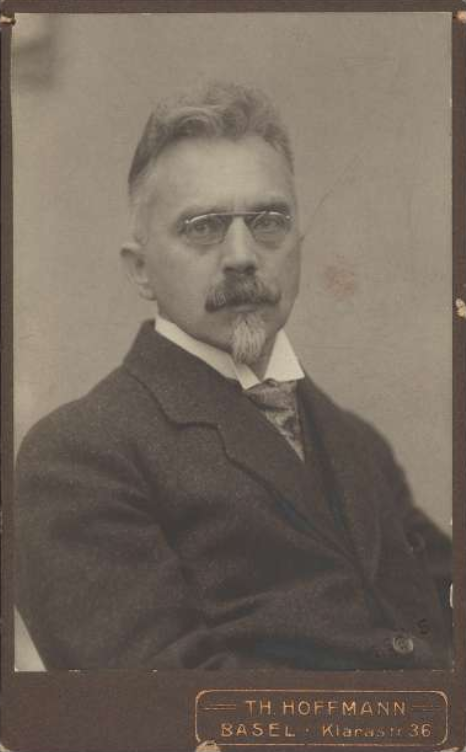
Hermann Blocher (zwischen 1910 und 1930)

Hermann Blocher (geboren am 11. März 1872 in Münchenstein; gestorben am 1. Januar 1942 in Lund; heimatberechtigt in Schattenhalb) war ein Schweizer Politiker (SP). Er war von 1910 bis 1918 Regierungsrat des Kantons Basel-Stadt und damit der zweite Sozialdemokrat in der Basler Kantonsregierung.

## Leben

### Herkunft, Ausbildung und Beruf
Blocher wurde in der Neuen Welt als Sohn des Fabrikdirektors Emanuel Blocher und der Karoline, geb. Engler, geboren. Er besuchte die Primarschule in Münchenstein und anschliessend das Gymnasium in Basel. Als Gymnasiast kam er in Kontakt mit Gustav von Bunge, infolge dessen er sich der Abstinenzbewegung anschloss. Er stand einer Schülervereinigung vor, die sich für die Abstinenz einsetzte. Später galt er als einer der besten Freunde Bunges.
Blocher studierte an der Universität Basel sowie in Berlin, Leipzig und Paris Volkswirtschaft.  Er schloss an der Universität Basel mit der Promotion ab. Für die Wahl des Studienfachs war seine Begeisterung für den Marxismus ausschlaggebend. Er galt zeitlebens als Marx-Kenner. Er stand auch in Briefkontakt mit Friedrich Engels. Er tauschte sich auch mit Jacob Burckhardt aus, der zu seinen Lehrern gehörte. Noch während des Studiums gründete er Organisationen der Abstinenzbewegung und gab die Internationale Zeitschrift zur Erforschung des Alkoholismus heraus.
Nach dem Studium arbeitete Blocher für den Universitätsprofessor Stephan Bauer an der Volkszählung von 1900. Anschliessend wurde er Sekretär der Internationalen Arbeitsamts in Basel, bevor er 1902 vom Regierungsrat zum Kantonalen Gewerbeinspektor ernannt wurde. Als Gewerbeinspektor gelang es ihm, das Misstrauen der Arbeitgeber gegenüber den Arbeitsschutzgesetzen abzubauen. Er war auch am Ausbau des Arbeiterschutzes unter dem für die Sozialpolitik zuständigen Vorsteher des Departements des Innern, Eugen Wullschleger, massgeblich beteiligt.
Ab 1902 war Blocher mit der Schwedin Anna Maria Olsson verheiratet.

### Politische Laufbahn
Blocher wurde 1902 in den Grossen Rat gewählt, der ihn später auch in den Erziehungsrat entsandte. 1906 und 1907 kandidierte er für den Regierungsrat, unterlag aber dem liberal-konservativen Carl Christoph Burckhardt und dem freisinnigen Armin Stöcklin. 1910 wurde er kampflos gewählt, als die FDP nach dem Rücktritt von Heinrich David auf eine Kandidatur verzichtete. Er übernahm zuerst das Polizeidepartement. 1914 wechselte er ins Departement des Innern. In seine Amtszeit fiel die Gründung der Schweizer Mustermesse. Als Regierungsrat war er Mitglied der Theaterkommission.
Blocher war Präsident des Empfangskomitees des Friedenskongress der Zweiten Internationalen und hielt am 24. November 1912 die Begrüssungsrede beim Festakt im Basler Münster.

### Späteres Wirken und Ruhestand
Nach seinem Ausscheiden aus dem Regierungsrat war er zunächst für einen deutschen Verlag tätig. Anschliessend wirkte er bis 1933 als wissenschaftlicher Vertreter von Roche in den nordischen Ländern und Russland. Von 1921 bis 1924 war er zudem Gesandtschaftssekretär in Stockholm.
Nach dem Rückzug von seinen Ämtern lebte er in Lund. Er war befreundet mit dem Literaturwissenschaftler, Kritiker und Schriftsteller Fredrik Böök. 1936 übersetzte er während einer Krankheit dessen Roman Viktor Lejon ins Deutsche. Böök schrieb in seinen Memoiren Rannsakan über seine Freundschaft mit Blocher.
Bei seinem Tod soll Blocher zurückgezogen in Lund gelebt haben und war in Basel, aus dessen Regierung er 25 Jahre zuvor zurückgetreten war, eher in Vergessenheit geraten.
Blocher galt als belesen, wahrheitsliebend, guter Redner sowie offen und direkt.
Der reformierte Pfarrer und Publizist Eduard Blocher war ein älterer Bruder von Hermann Blocher. Der Bundesrichter Eugen Blocher war ein jüngerer Bruder.

## Werke
- Wider unseren Erbfeind ([i.d.] den Alkohol); Aussprüche derer, die ihn erkannt, gesammelt von Hermann Blocher. A. Geering, Basel 1892.
- Hermann Blocher: Der gegenwärtige Stand der Hypothekar-Statistik. Basel 1898 (Dissertation).
- Wider unsern Erbfeind! Aussprüche hervorragender Männer über die Alkoholfrage, gesammelt von Dr. Hermann Blocher, 2., stark vermehrte Auflage. Friedrich Reinhardt, Basel 1901.
- Hermann Blocher; Julius Landmann: Die Belastung des Arbeiterbudgets durch den Alkoholgenuss; Eine sozialstatistische Studie auf dem Gebiete der Alkoholfrage. Friedrich Reinhardt, Basel 1903.